# Байкал (Арски район)
Вижте пояснителната страница за други значения на Байкал.
Байкал (на руски: Байкал) е село, разположено в Арски район, Татарстан. Населението му през 2000 година е 291 души.